# Pierre Sim
Pierre Sim (* 23. März 1929 in La Seyne-sur-Mer; † 15. Juni 2020 ebenda) war ein französischer Jazzmusiker (Kontrabass).
Sim arbeitete als musikalischer Autodidakt zunächst in Saint-Raphaël bei Jean Tordo; 1948 spielte er in der New Orleans Jazz Band de Toulon mit Bob Garcia. 1950 arbeitete er in Marseille für Roger Chaput, im Folgejahr bei Léo Missir. In der Mitte der 1950er Jahre spielte er in der Pariser Jazzszene mit Django Reinhardt (1953), René Urtreger (1955), René Thomas, Bobby Jaspar, Roger Guérin, Zoot Sims, Sonny Grey und Michel Hausser (1956). 1958 kam es zu Aufnahmen mit Joseph Reinhardt (Joseph Reinhardt joue Django, 1958). Auch begleitete gastierende Künstlern wie den Gospel-Sänger Brother John Sellers und The Golden Gate Quartet. In den 1960er-Jahren spielte er u. a. mit Guy Lafitte, Don Byas/Jacques Denjean, Jef Gilson, Elek Bacsik, Buck Clayton, Maxim Saury, Memphis Slim, ab 1968 bei Bill Coleman/Buddy Tate und 1974 im Quintett des Vibraphonisten Dany Doriz. Im Bereich des Jazz war er laut Tom Lord zwischen 1957 und 1977 an 30 Aufnahmesessions beteiligt, zuletzt mit Georges Arvanitas (Feeling Jazzy).
Weiterhin war er als Begleiter von Showkünstlern und Sängern wie Henri Salvador, Eddie Constantine & Marlene Dietrich, Johnny Hallyday, Charles Aznavour (1963–64), Nana Mouskouri, Jacques Brel (1964–66), Alain Barrière, Sacha Distel, Colette Renard, Charles Trenet, François Deguelt oder Nancy Holloway tätig. Daneben trat er 1990 auch in einem Kontrabass-Trio mit Jean-Marie Carniel und Thomas Bramerie auf.